# Distributionskedja

Schematisk bild av en distributionskedja. De svarta pilarna representerar material- och informationsflöden, medan de grå representerar flöden av information och återkoppling. De olika aktörerna är (a) den ursprungliga leverantören, (b) en leverantör, (c) en producent, (d) en kund och (e) slutkunden.

En distributionskedja (även känt under det engelska namnet Supply chain) består av alla parter som är involverade i uppfyllandet av en kunds önskemål. Förutom tillverkare och återförsäljare ingår även transportörer, lager och till och med kunderna själva. Inom varje steg ingår alla delar som behövs för att få och tillfredsställa kundens önskemål. Exempel på sådana funktioner är produktutveckling, marknadsföring och distribution. 
Målet med en distributionskedja är att tillfredsställa kundens önskemål samtidigt som den genererar värde till sig själv, dvs att de ingående företagen går med vinst. Denna vinst bör också maximeras, ty annars kommer kedjan att ersättas av en annan bättre fungerande.
Det finns två typer av distributionskedjor: Single Sector Supply Chain, som endast innefattar en sektor i marknadsekonomin (t ex klädbranschen), eller Multi Sector Supply Chain, som omfattar flera sektorer i marknadsekonomin.
En distributionskedja innehåller inte enbart produkter som transporteras från producent till kund, utan även flödet av information och värde i båda riktningarna i kedjan. Eftersom varje enskild komponent i kedjan kan ha utbyte med flera olika andra aktörer så bör kedjan snarare beskrivas som ett nätverk.